# Ivan Bajde
Ivan Bajde, slovenski glasbeni izumitelj, * 18. januar 1855, Hotič, † 8. oktober 1920, Ljubljana.
Leta 1893 je izumil novo glasbilo, ki je posnemalo citre, harfo, violino, violo in violončelo. Novi instrument je imel obliko ozkega harmonija z dvema klaviaturama in pedalom. 